# Thủy điện Bảo Lâm
Thủy điện Bảo Lâm là nhóm các thủy điện trên dòng sông Nho Quế và sông Gâm, có công trình chính nằm ở huyện Bảo Lâm tỉnh Cao Bằng, Việt Nam .
Năm 2019 Thủy điện Bảo Lâm có 3 bậc là Bảo Lâm 1, 3 và 3A, có tổng công suất lắp máy 84 MW, ở địa phận huyện Bảo Lâm, và một phần ở huyện Mèo Vạc tỉnh Hà Giang.
Cụm bắt đầu khởi công tháng 11/2014. Bảo Lâm 1 hoàn thành tháng 12/2016 , Bảo Lâm 3 và 3A hoàn thành tháng 12/2017 và làm lễ khánh thành ngày 30/6/2018 .

## Trên sông Gâm
Thủy điện Bảo Lâm 1 công suất lắp máy 30 MW, sản lượng điện hàng năm 124 triệu KWh, khởi công tháng 11/2014 hoàn thành tháng 12/2016, xây dựng trên sông Gâm tại bản Nà Phòng xã Lý Bôn, huyện Bảo Lâm, tỉnh Cao Bằng. Tuyến công trình nằm sau điểm hợp lưu của sông Nho Quế với sông Gâm và nằm ở thượng lưu cầu Lý Bôn 500 mét . 

## Trên sông Nho Quế
Thủy điện Bảo Lâm 3 23°05′03″B 105°30′58″Đ / 23,084242°B 105,516234°Đ công suất lắp máy 46 MW, sản lượng điện hàng năm 192,2 triệu KWh, khởi công tháng 7/2015, hoàn thành tháng 11/2017, xây dựng tại vùng đất xã Đức Hạnh huyện Bảo Lâm tỉnh Cao Bằng và xã Niêm Tòng huyện Mèo Vạc tỉnh Hà Giang..
Thủy điện Bảo Lâm 3A 23°00′47″B 105°29′12″Đ / 23,013075°B 105,486747°Đ công suất lắp máy 8 MW, sản lượng điện hàng năm 33,4 triệu KWh, khởi công tháng 2/2016, hoàn thành tháng 12/2017, xây dựng tại vùng đất xã Đức Hạnh và Lý Bôn huyện Bảo Lâm tỉnh Cao Bằng..
Ngày 30/6/2018 Công ty CP xây lắp điện 1 (PCC1) đã tổ chức khánh thành 2 nhà thủy điện Bảo Lâm 3 và Bảo Lâm 3A. Cả 2 dự án này đều do PCC1 làm chủ đầu tư và Công ty CP Sông Đà 5 thi công.

## Tác động dân sinh môi trường
Đên cuối năm 2017 việc đền bù thiệt hại của người dân ở Thủy điện Bảo Lâm 3 vẫn còn vướng mắc do "giá đền bù quá thấp và có sự chưa rõ ràng trong việc chuyển các loại đất theo định giá để giảm tiền đền bù của người dân" .